# Concert at Sea 2007
Concert at Sea 2007 was de tweede editie van het jaarlijkse popfestival Concert at Sea. Deze editie vond plaats op 30 juni 2007. 

## Geschiedenis
De verkoop van de 55.000 kaarten ging op 24 februari 2007 van start. Er waren twee soorten tickets, Vak 1 kostte 20 euro, Vak 2 kostte 15 euro. Ook was toen al bekend dat BLØF, Trijntje Oosterhuis, De Dijk en VanVelzen zouden optreden. De secret guest werd tot de dag zelf geheim gehouden. In de eerste week waren er al meer dan 30.000 kaarten verkocht. Op 18 april liet Concert at Sea weten samen te werken met KlimaatNeutraal Groep uit Arnhem om de CO2 uitstoot te compenseren. Ze claimen hiermee het eerste klimaatneutrale muziekfestival van Europa te zijn. Op dat moment waren er al meer dan 50.000 kaarten verkocht. Op 1 juni waren alle 55.000 kaarten uitverkocht.
Concert at Sea heeft dit jaar voor het eerst een tweede podium. Voor de programmering van dit podium werken ze samen met Nieuwe Revu (tevens naamgever van het podium) en SellaBand. De leden van BLØF kiezen samen met de muziekredactie van Nieuwe Revu 11 acts, een daarvan mag gegarandeerd optreden, de andere tien doen mee aan een wedstrijd waarbij het publiek van beide websites kan stemmen. SellaBand kiest ook twee bands die gegarandeerd mogen optreden. 
Om verkeersdrukte te voorkomen, bood het festival dit jaar ook campingarrangementen en speciale busdiensten vanuit verschillende plaatsen en steden in Nederland aan. Desondanks stonden er dit jaar ook weer files. Ook kwamen er auto's vast te zitten in modder door hevige regenval.

## Programma
De volgende artiesten stonden op het hoofdpodium van de tweede editie van Concert at Seaː
- 17:00-17:30 VanVelzen
- 18:00-18:45 Trijntje Oosterhuis
- 19:00-19:15 Secret Guest - Tom Chaplin van Keane
- 20:00-21:00 De Dijk
- 21:30-23:00 BLØF

Naast het hoofdpodium was er dit jaar voor het eerst een tweede podium, het "Nieuwe Revu Stage". Hierop spelen jonge, getalenteerde muzikanten.
Programma Nieuwe Revu Stage:
- 14:00-14:30 Radius
- 15:00-15:20 Francis Rodino
- 16:00-16:30 Cubworld
- 17:30-18:00 Nemesea

Concert at Sea werd gepresenteerd door Viggo Waas, Peter Heerschop en Joep van Deudekom.
2006 · 2007 · 2008 · 2009 · 2010 · 2011 · 2012 · 2013 · 2014 · 2015 · 2016 · 2017 · 2018 · 2019 · 2020 · 2022 · 2023 · 2024